# Euryte similis
Euryte similis – gatunek widłonoga z rodziny Euryteidae. Nazwa naukowa gatunku została po raz pierwszy opublikowana w 1912 przez angielskiego zoologa Thomasa Scotta.